# Oyle
Oyle, gesprochen Eule, ist ein Dorf im Landkreis Nienburg/Weser in Niedersachsen. Es gehört zur Gemeinde Marklohe und liegt etwa 10 km westlich der Kreisstadt Nienburg/Weser.

## Geschichte
Am 1. März 1974 wurde Oyle in die Gemeinde Marklohe eingegliedert.

## Kultur und Sehenswürdigkeiten

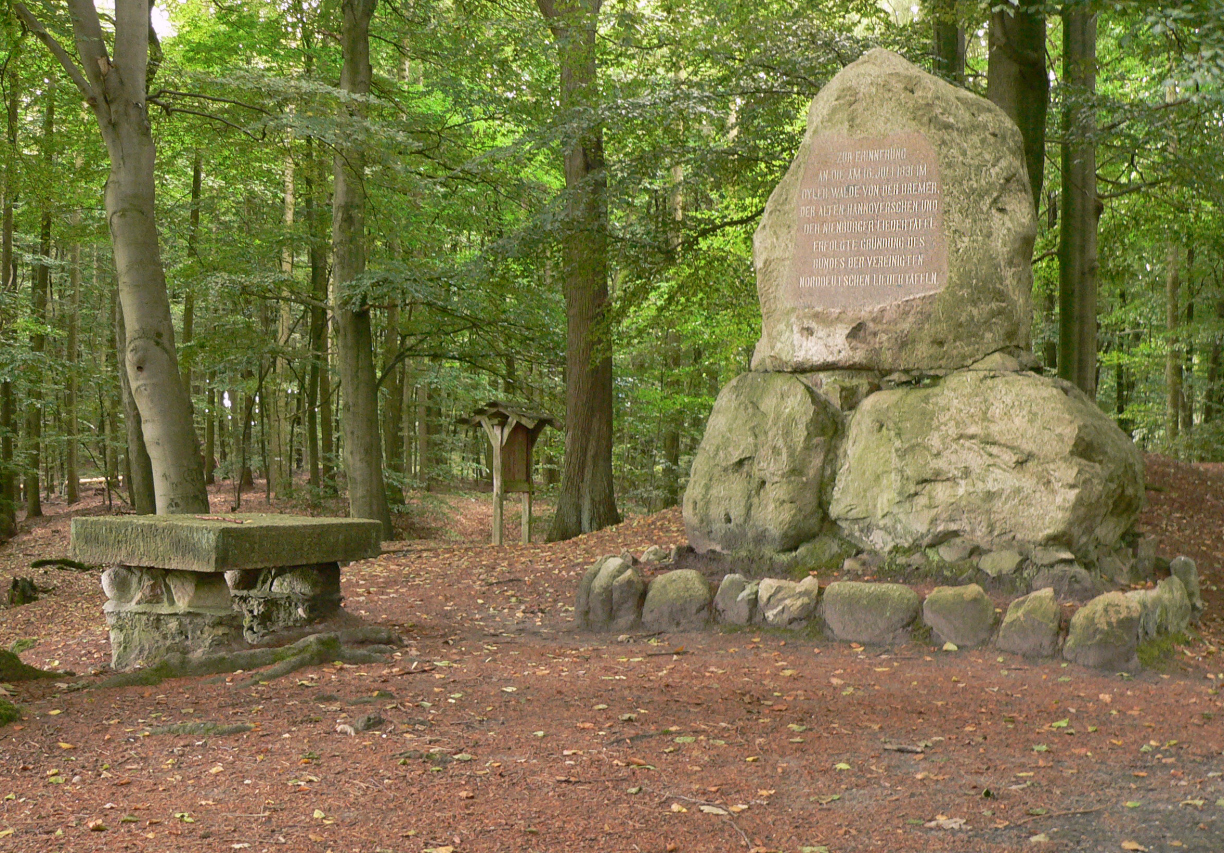
Denkmal für die Gründung der Vereinigten Norddeutschen Liedertafeln auf dem Wall der Alten Schanze

- Im Ort gibt es ein Rittergut aus dem 14. Jahrhundert, welches aus zwei Höfen besteht. Es wird als land- und forstwirtschaftlicher Betrieb geführt und befindet sich im Besitz der Familie von Arenstorff.
- Auf dem Oyler Berg wurde um 1890 ein Denkmal aus mehreren Findlingssteinen errichtet, das an die Gründung der Norddeutschen Liedertafeln im Jahre 1831 erinnern solle.
- Dort befindet sich die Alte Schanze, bei der es sich um eine Wallburg aus der Zeit des 9. bis 11. Jahrhunderts handelt.
- In Oyle findet sich eine alte Wassermühle.

## Wirtschaft und Infrastruktur
In Oyle finden sich ein Asphaltmischwerk, eine Straußenfarm sowie ein Sportplatz.
Die Freiwillige Feuerwehr sorgt für den Brandschutz des Ortes.

### Verkehr
Eine Buslinie der Weser-Ems Bus verbindet den Ort mit Marklohe und Sudhalenbeck. Oyle hat auch eine Busverbindung nach Nienburg/Weser und Liebenau über Marklohe, Binnen, Bühren. Eine Buslinie fährt von Steyerberg nach Nienburg/Weser.
Oyle liegt an der Bahnstrecke Nienburg–Rahden, die jedoch nicht im SPNV bedient wird.
Durch den Ort verläuft die Landesstraße 351. Im Norden führen die Bundesstraße 6 und die Bundesstraße 214 an Oyle vorbei.

## Persönlichkeiten
- Siemer Oppermann (1934–2023), Klassischer Philologe und Archäologe